# 남당서원
남당서원(南塘書院)은 충청북도 제천시 화산동 지역에 있던 서원이다. 1580년(선조 13년)에 당시 현감 김홍민(金弘敏, 1540년 ~ 1594년)과 제천현 지역 선비들이 퇴계 이황(李滉)의 위패를 모시기 위해 설립하였다. 제천 읍내 남쪽[南]에 있는 연못[塘] 옆에 세워진 서원이라서 '남당(南塘)'이라 이름을 붙였다. 1831년(순조 31년)에 강유(姜瑜)가 추가로 배향되었으며, 흥선대원군 집권 후인 1868년(고종 5년)에 훼철되었다. 서원 앞에 누각 군자루(君子樓)가 있었다.

## 배향 인물
- 문순공(文純公) 퇴계(退溪) 이황(李滉, 1502년 ~ 1571년)
- 충선공(忠宣公) 상곡(商谷) 강유(姜瑜, 1597년 ~ 1668년)

## 규모
미사액(未賜額) 서원이었던 남당서원의 학생, 노비 현황 규모는 아래와 같다.
- 원생(院生) : 20명 (서원 소속 유생)
- 원노(院奴) : 2명 (서원 소속 남자 노비)
- 비(婢) : 1명 (서원 소속 여자 노비)
- 보노(保奴) : 10명